# 蒲池鎮之丞
蒲池 鎮之（かまち しげゆき、生没年不詳）は、幕末の柳河藩士。
柳川城主の蒲池鑑盛の孫であり、蒲池統安（塩塚城主）の子である円蓮社応誉上人雲冏和尚の子孫。応誉は後に柳川藩祖正室の菩提寺として良清寺を創建し、この子孫が蒲池家の名跡を再興することとなる。良清寺を預かる蒲池家は代々の住職を出し、また武家として立花氏柳川藩の家老格に遇された。
鎮之丞は、先祖を同じくする窪田鎮勝（蒲池鎮克）が、柳川郊外の蒲池村にある蒲池氏の菩提寺である崇久寺を参った時、何度か面談している。
玄孫は、歌手で女優の松田聖子（出生名：蒲池法子）。来孫は、歌手で女優の神田沙也加。